# Comuna Bjurholm
Bjurholm (Bjurholms kommun) este o comună din comitatul Västerbottens län, Suedia, cu o populație de 2.436 locuitori (2013).

## Geografie

### Zone urbane
Lista celor mai mari zone urbane din comună (anul 2015) conform Biroului Central de Statistică al Suediei:
| Nr | Zona urbană | Pop.  |
| -- | ----------- | ----- |
| 1  | Bjurholm    | 1.000 |

## Demografie
| \| Evoluția demografică în comuna Bjurholm, 1970–2015 \| Evoluția demografică în comuna Bjurholm, 1970–2015 \| Evoluția demografică în comuna Bjurholm, 1970–2015 \| Evoluția demografică în comuna Bjurholm, 1970–2015 \| Evoluția demografică în comuna Bjurholm, 1970–2015 \| \| ----------------------------------------------------------------------------------------------------- \| -------------------------------------------------- \| -------------------------------------------------- \| -------------------------------------------------- \| -------------------------------------------------- \| \| An \| \| \| Locuitori \| \| \| 1970 \| 1970 \| \| 3912 \| 3912 \| \| 1975 \| 1975 \| \| 3486 \| 3486 \| \| 1980 \| 1980 \| \| 3354 \| 3354 \| \| 1985 \| 1985 \| \| 3070 \| 3070 \| \| 1990 \| 1990 \| \| 2959 \| 2959 \| \| 1995 \| 1995 \| \| 2854 \| 2854 \| \| 2000 \| 2000 \| \| 2695 \| 2695 \| \| 2005 \| 2005 \| \| 2553 \| 2553 \| \| 2010 \| 2010 \| \| 2460 \| 2460 \| \| 2015 \| 2015 \| \| 2453 \| 2453 \| \| Sursa: SCB - Statistika Centralbyrån, Folkmängd efter region, civilstånd, ålder och kön. År 1968–2016 \| \| \| \| \| |      |  |           |      |
| Evoluția demografică în comuna Bjurholm, 1970–2015 |      |  |           |      |
| An |      |  | Locuitori |      |
| 1970 | 1970 |  | 3912      | 3912 |
| 1975 | 1975 |  | 3486      | 3486 |
| 1980 | 1980 |  | 3354      | 3354 |
| 1985 | 1985 |  | 3070      | 3070 |
| 1990 | 1990 |  | 2959      | 2959 |
| 1995 | 1995 |  | 2854      | 2854 |
| 2000 | 2000 |  | 2695      | 2695 |
| 2005 | 2005 |  | 2553      | 2553 |
| 2010 | 2010 |  | 2460      | 2460 |
| 2015 | 2015 |  | 2453      | 2453 |
| Sursa: SCB - Statistika Centralbyrån, Folkmängd efter region, civilstånd, ålder och kön. År 1968–2016 |      |  |           |      |